# Fryta
Fryta – stop lub spiek szkliwa ceramicznego rozdrobniony do postaci granulatu lub łusek, dodawany do szkliwa podczas procesu szkliwienia wyrobów ceramicznych. Fryty wytwarza się w celu poprawienia właściwości powłoki na gotowych wyrobach (podczas powtórnego wypalania wyrobów nie powstają gazy, które są przyczyną powstawania porów w powłoce, przy zastosowaniu fryt otrzymywana jest bardziej gładka powierzchnia powłoki). Dodatkowo fryty obniżają temperaturę konieczną do zeszkliwienia powłoki, poprawiają barwę przez zwiększenie równomierności jej nasycenia, pozwalają na otrzymanie większego połysku.